# Platycheirus hirtipes
Platycheirus hirtipes är en tvåvingeart som först beskrevs av Kanervo 1938.  Platycheirus hirtipes ingår i släktet fotblomflugor, och familjen blomflugor. Inga underarter finns listade i Catalogue of Life.